# Alícia Moreno Espert
Alícia Moreno Espert (Barcelona, 1957), és una empresària teatral i política catalana establerta a Madrid.
Filla de l'actriu Núria Espert, s'instal·là a Madrid el 1979, començant a treballar al Centre Dramàtic Nacional (del qual la seva mare era llavors directora), en tasques d'administració i producció. El 1981 va ser gerent del Ballet Nacional i el 1982 va exercir tasques d'administració i relacions públiques al Teatre de la Zarzuela. El 1985 fou nomenada gerent del Teatre María Guerrero i, en anys successius, va continuar desenvolupant la seva carrera com a gestora i productora de diversos festivals, entre d'altres el d'Almagro, i com a ajudant de direcció escènica d'òperes. El 1988 va fundar la seva pròpia empresa de producció i distribució d'espectacles de dansa i teatre. El 1997, va ser nomenada directora del Festival de Tardor de la Comunitat de Madrid.
El 1999 feu el salt a la política en ser nomenada per Alberto Ruiz-Gallardón consellera de Belles Arts de la Comunitat de Madrid, càrrec que exercí fins al 2003. Des d'aquesta data i fins a desembre de 2011, ha mantingut la seva vinculació professional amb Gallardón des del càrrec de Regidora de l'Àrea de Govern de les Arts de l'Ajuntament de Madrid. Des de l'ajuntament va impulsar grans infraestructures culturals de la ciutat com Matadero Madrid, el Centro Cultural Conde Duque, el CentroCentro Cibeles, l'espai Medialab, la sala petita del Teatro Español i la Sala 2 del Teatro Fernán Gómez. Des del febrer del 2017 és gerent del teatre La Abadia.